# Людвіг Бекманн
Людвіг «Люц» Бекманн (нім. Ludwig "Lutz" Beckmann; 26 жовтня 1895, Дортмунд — 20 січня 1965, Оснабрюк) — німецький льотчик-ас, лейтенант Прусської армії, оберст резерву люфтваффе. Кавалер Лицарського хреста Залізного хреста.

## Біографія
Навчався у восьмирічної народної школі у Веллінггофені, пізніше – у гімназії у Горді. Після цього відвідував курси підготовки вчителів для народних шкіл у Текленбурзі та семінар для вчителів в Унні.
На початку Першої світової війни записався добровольцем до букербурзьких єгерів та воював на Східному фронті. Восени 1916 року у званні лейтенанта очолював мінометне відділення 13-го піхотного полку. В 1917 році перейшов в авіацію. З грудня 1917 року служив у 6-й, 21 лютого 1918 року був переведений в 48-му, а 11 березня – в 56-ту винищувальну ескадрилью. До серпня 1918 року мав на рахунку сім перемог та став командиром 56-ї винищувальної ескадрильї, після чого здобув ще одну перемогу у вересні.
Після війни в 1920 року склав іспит на вчителя в Люденшайді і працював вчителем у народній школі Веллінггофена. Пізніше обіймав посаду шкільного директора в Дортмунді.
Під час Другої світової війни служив в люфтваффе, був командиром спеціального авіатранспортного з'єднання — 4-ї групи 1-ї транспортної ескадри. З 10 грудня 1941 року — командир 500-ї бойової групи особливого призначення,  в якій літали Ju 52. Провів понад 200 вильотів, забезпечуючи оточене під Демя'нськом німецьке угруповання військ. До цього літав у Середземномор'ї та Африці. З квітня 1942 по 13 липня 1943 року — командир бойової групи особливого призначення «Ельс».У січні 1943 року виконував постачальні польоти в районі Сталінграда, а в лютому — на Кавказі та в Криму.

## Нагороди
- Залізний хрест 2-го і 1-го класу
- Нагрудний знак військового пілота (Пруссія)
- Почесний кубок для переможця у повітряному бою
- Почесний хрест ветерана війни з мечами
- Застібка до Залізного хреста
  - 2-го класу (7 травня 1940)
  - 1-го класу (25 квітня 1942)
- Нагрудний знак пілота
- Авіаційна планка транспортної авіації в золоті (9 липня 1942)
- Німецький хрест в золоті (16 липня 1942) — за 4000 бойових вильотів, здійснених льотчиками групи Бекманна.
- Почесний Кубок Люфтваффе (19 жовтня 1942)
- Лицарський хрест Залізного хреста (14 березня 1943) — за 219 транспортних вильотів (зараховані як 252 бойові вильоти).